# Cena del rey
Bajo el nombre de cena o cena del rey, se comprendía al igual que bajo la voz yantar en Castilla, uno de los impuestos más antiguos de la Corona de Aragón. 
Cuando los reyes no tenían tan extendido su territorio, visitaban con frecuencia las ciudades y lugares de su reino para proveer a las cosas de justicia, y las Universidades satisfacían el gasto que el monarca hacía durante su estancia en los puntos en que existían. Se introdujo más tarde la costumbre de darle cierta cantidad que no pasaba a lo mucho de 1.000 reales y quedó la práctica en algunos puntos de darla en vituallas, como en Almudévar. Por último, para excusar los pueblos los gastos de las cenas de presencia tuvieron por conveniente conceder al Rey las de ausencia y ascendía a la mitad de este gasto cada año, mas no podía exigirse hasta el fin de él cuando ya no podía ir en persona. Pero habiéndose introducido el abuso de querer percibirlas los Virreyes en los viajes que hacían, se prohibió tal exacción en las Cortes de 1528.